# 성현 (피아니스트)

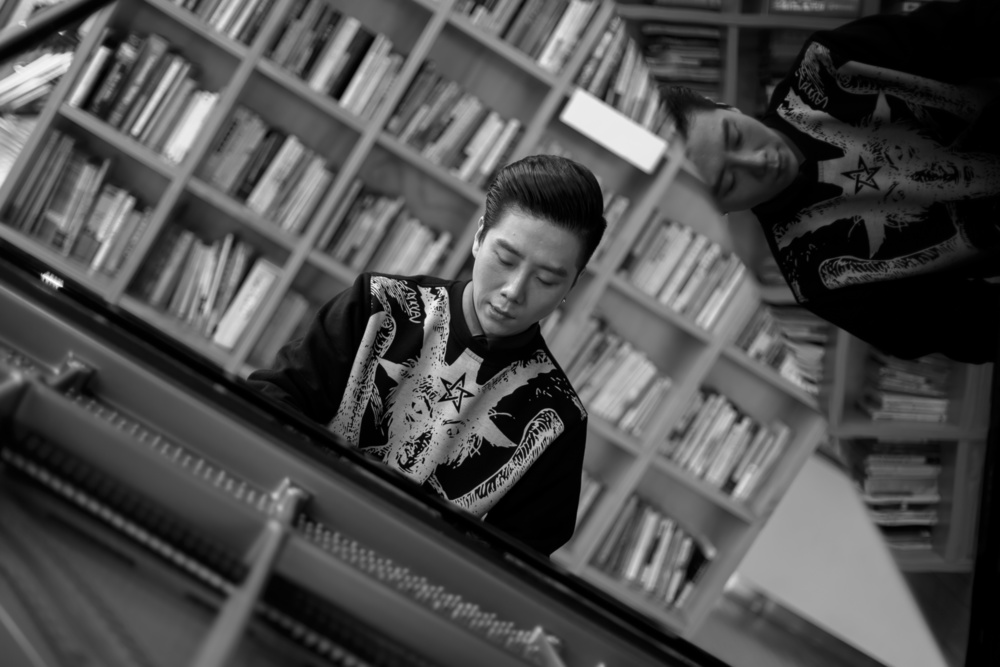

성현은 대한민국의 작곡가, 피아니스트이다. 문화 컨텐츠 기업이자 연예 기획사인 페이지터너에 소속되어 있다. 2015년 11월 정규 앨범 [Good morning Good night]을 발매로 데뷔하였다. 

## 음반
| 앨범 | 앨범 제목               | 발매일     | 타이틀               |
| ---- | ----------------------- | ---------- | -------------------- |
| 정규 | Good morning Good night | 2015.11.18 | Closed Universe      |
| 싱글 | Fairy Tale              | 2016.8.3   | Lucid Dream          |
| 싱글 | Fairy Tale - Part II    | 2016.12.2  | Knell                |
| 싱글 | Fairy Tale - Part III   | 2018.10.3  | 우아한 절름발이 소녀 |
| 싱글 | Retro                   | 2018.11.21 | Retro 1              |

## 공연
- 2015.10 임인건 콘서트
- 2015.12 라운드 미드나잇
- 2016.3 피아니스트 성현 하우스 콘서트
- 2016.6 라운드 미드나잇 - 라이브러리 스테이
- 2016.7 라운드 미드나잇 - 라이브러리 스테이 파주
- 2016.12 라운드 미드나잇 - Christmas & Year-end
- 2017.3 라운드 미드나잇 피아노솔로시리즈 [성현]
- 2018.10 서울숲재즈페스티벌 2018